# Gnamptogenys bicolor
Gnamptogenys bicolor é uma espécie de formiga do gênero Gnamptogenys.